# Extenzionální relace
Extenzionální relace je matematický pojem z oblasti teorie množin.

## Definice
Nechť R je binární relace na třídě A. Dále označme {\displaystyle R^{-1}[y]=\{x;\,xRy\}}. Relace R se nazve extenzionální, splňuje-li: {\displaystyle (\forall y,z\in A)(R^{-1}[y]=R^{-1}[z]\Rightarrow y=z)}.

## Příklady
- Relace {\displaystyle \in } na univerzální třídě {\displaystyle \mathbb {V} } je extenzionální díky axiomu extenzionality.
- Relace {\displaystyle \,<} i {\displaystyle \leq } na množině přirozených, celých, racionálních, reálných či ordinálních čísel jsou všechny extenzionální. Obecněji každé lineární uspořádání je extenzionální relace.
- Relace „x dělí y“ je extenzionální na množině přirozených čísel, přestože zde není lineárním uspořádáním. Na množině celých čísel tatáž relace extenzionální není - každá dvě čísla {\displaystyle \,m,-m} mají stejné dělitele, ale nejsou si rovna.

## Mostowského věta o kolapsu
Mostowského věta o kolapsu říká, že extenzionalita je jednou ze (tří) základních vlastností relace {\displaystyle \in }, které tuto relaci do jisté míry jednoznačně charakterizují. Zní takto:
Nechť R je relace úzká, extenzionální a fundovaná na třídě A. Pak existuje právě jedna tranzitivní třída T taková, že struktury {\displaystyle \,\langle A;R\rangle } a {\displaystyle \langle T;\in \rangle } jsou izomorfní (tj. existuje {\displaystyle \phi :A\rightarrow T} bijekce, že {\displaystyle \,xRy\Leftrightarrow \phi (x)\in \phi (y)}).